# Günther van Endert (Jurist)
Günther van Endert (* 21. Mai 1884 in Kaiserwerth; † 29. Juni 1958 in Düsseldorf) war ein deutscher Verwaltungsjurist und Kommunalbeamter.

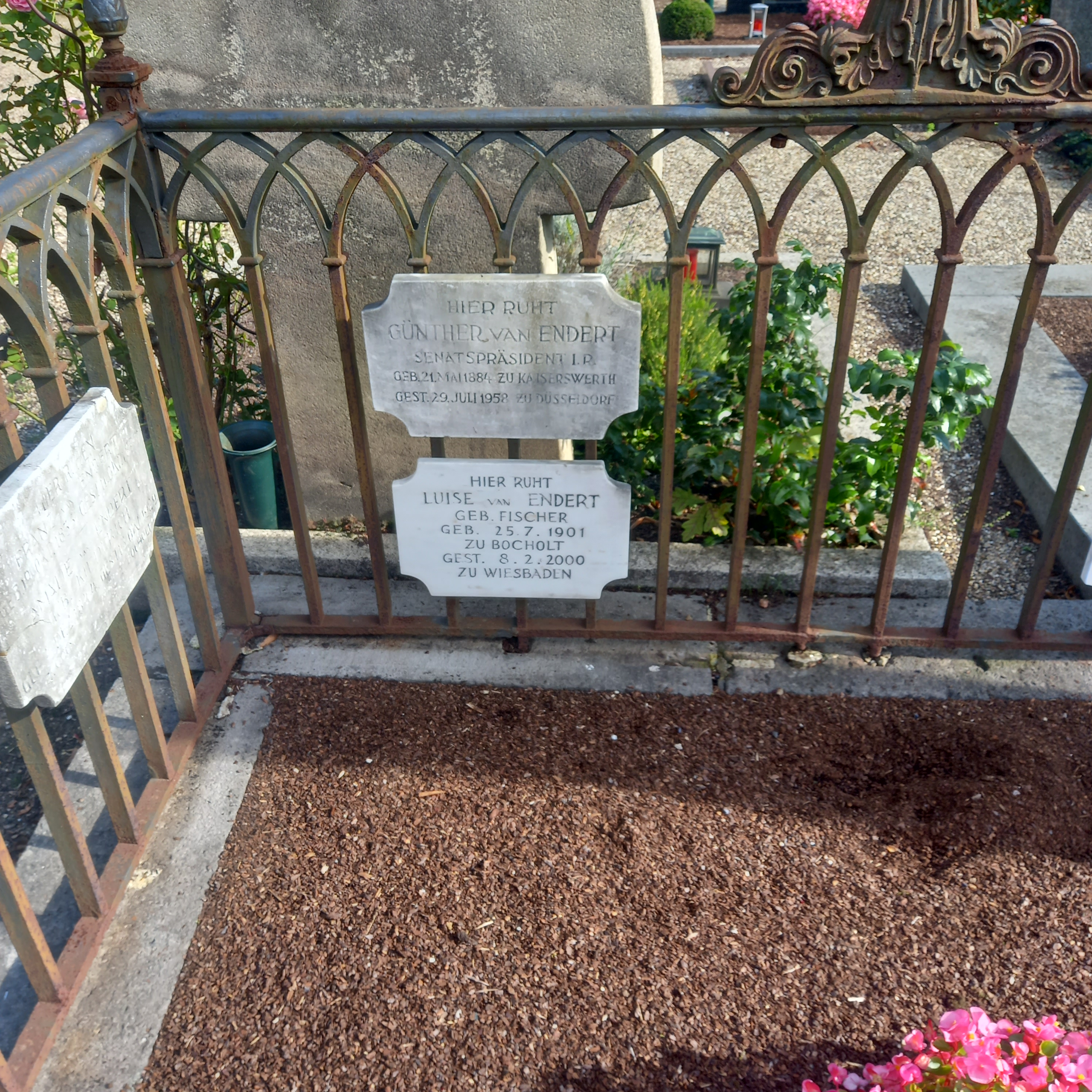
Das Grab von Günther van Endert und seiner Ehefrau Luise geborene Fischer auf dem katholischen Friedhof Kaiserswerth in Düsseldorf

Van Endert war im Ersten Weltkrieg Leiter der Kriegsamtsstelle Saarbrücken. In der Weimarer Republik wurde er 1920 vertretungsweise als Landrat im Landkreis Saarbrücken eingesetzt, wechselte aber noch im selben Jahr auf die gleiche Position im Kreis Moers. Er stand der Zentrumspartei nahe, war aber parteilos. Kurz nach der Machtübernahme der Nationalsozialisten wurde er am 7. März 1933 vorzeitig in den Ruhestand versetzt, angeblich auf eigenen Wunsch. Im selben Jahr konnte er als Zweiter Bürgermeister in Münster wieder in eine kommunale Leitungsposition aufsteigen; er wechselte im Juni 1934 in den Staatsdienst, wo er als Oberregierungsrat in der Regierung Hannover tätig wurde.
Ab Januar 1946 war er zunächst stellvertretender Regierungspräsident im Regierungsbezirk Wiesbaden; pensioniert wurde er als Senatspräsident beim Oberverwaltungsgericht für das Land Nordrhein-Westfalen. Ab 1955 war er Mitglied im für die Wiederbewaffnung vom Bundespräsidenten berufenen Personalgutachterausschuss.